# 압토보역
압토보역(러시아어: Автово)은 러시아 상트페테르부르크 시에 있는 상트페테르부르크 지하철 키롭스코 비보륵스카야 선의 철도역이다. 이 역은 1955년 11월 15일에 개통되었다.
2014년, 가디언 신문은 이 역을 세계에서 가장 아름다운 지하철역 12곳에 포함시켰다.
압토보 역의 독특하고 웅장한 디자인은 로모노소프 공장에서 제조된 장식 유리와 마주한 기둥을 특징으로 한다. 원래 계획은 역의 모든 기둥에 유리를 사용하여 구상했지만, 시간 제약으로 인하여 흰 대리석이 일부 대체되었다. 이 대리석은 임시로 만들기로 되어 있었지만, 교체된 적이 없다. 벽은 하얀 대리석으로 되어 있고 북쪽에는 장식용 환기 그릴이 줄지어 있다. 플랫폼 끝에 V.A.의 모자이크, 보로네츠키와 A.K. 소콜로프는 제2차 세계대전 당시 레닌그라드 블록레이드(1941 ~ 1944)를 기념한다.
압토보 역은 1호선의 다른 역들과는 달리, 얕은 층의 역으로, 개착식 공법을 이용하여 건설되었다.
또한, 이 역은 프로스펙트 스타체크의 동쪽에 위치한 돔형 큐폴라가 있는 대형 신고전주의 건축을 입구로 가지고 있다.